# Evan Whitfield
Evan Dylan Whitfield (Phoenix, 23 giugno 1977) è un ex calciatore statunitense, di ruolo difensore.

## Carriera

### Nazionale
Gioca con la selezione olimpica le olimpiadi di Sydney 2000